# CA Huracán
Club Atlético Huracán (wym. [ˈkluβ aˈtletiko uɾaˈkan]) – argentyński klub sportowy (znany głównie z sekcji piłki nożnej) z siedzibą w stołecznym mieście Buenos Aires. Występuje w rozgrywkach Primera División. Domowe mecze rozgrywa na obiekcie Estadio Tomás Adolfo Ducó.

## Osiągnięcia
- Mistrz Argentyny (5): 1921, 1922, 1925, 1928, 1973
- Mistrz drugiej ligi argentyńskiej (2): 1989/1990, 1999/2000

## Historia
Klub oficjalnie został założony w roku 1908, jednak istnieją dokumenty mówiące, że klub założony został 25 maja 1903. Odwiecznym rywalem klubu Huracán jest San Lorenzo.
Położony w Parque Patricios Huracán miał swój moment chwały w lidze Metropolitano w 1973, kiedy zdobył swój pierwszy tytuł mistrza od czasu wprowadzenia w Argentynie futbolu profesjonalnego.
Huracan zdobył mistrzostwo drugiej ligi w sezonach 1989/90 i 1999/2000. W czasach amatorskich przed 1931 klub wygrał ligę w latach 1921, 1922, 1925 oraz 1928.

## Kibice
Kibice klubu Huracán zwani są Quemeros („palacze”), gdyż przed laty w miejscu obecnego stadionu znajdował się zakład utylizacji śmieci.

## Aktualny skład
Stan na 1 września 2022.
| Nr | Poz. | Piłkarz                 |
| -- | ---- | ----------------------- |
| 1  | BR   | Lucas Chaves            |
| 2  | OB   | Fernando Tobio          |
| 3  | OB   | Lucas Carrizo           |
| 4  | OB   | Ismael Quílez           |
| 5  | PO   | Santiago Hezze          |
| 6  | OB   | Lucas Merolla (kapitan) |
| 7  | NA   | Matías Cóccaro          |
| 9  | NA   | Nicolás Cordero         |
| 10 | PO   | Franco Cristaldo        |
| 11 | PO   | Fernando Godoy          |
| 12 | OB   | Guillermo Soto          |
| 14 | OB   | Guillermo Benítez       |
| 16 | NA   | Rodrigo Cabral          |
| 17 | PO   | Valentín Sánchez        |
| 18 | NA   | Gabriel Gudiño          |

| Nr | Poz. | Piłkarz           |
| -- | ---- | ----------------- |
| 19 | PO   | Fabián Henríquez  |
| 20 | NA   | Maicol Cabrera    |
| 22 | NA   | Benjamín Garré    |
| 24 | PO   | Federico Fattori  |
| 25 | OB   | César Ibáñez      |
| 27 | BR   | Rafael Ferrario   |
| 28 | OB   | Santiago Moya     |
| 29 | OB   | Iván Valenzuela   |
| 30 | PO   | Diego Mercado     |
| 32 | BR   | Nicolás Campisi   |
| 33 | NA   | Juan Carlos Gauto |
| 35 | OB   | Patricio Pizarro  |
| 36 | NA   | Enzo Luna         |
| 39 | PO   | Matías Gómez      |